# 波魯欽 (別列扎內區)
49°33′45″N 24°54′51″E / 49.56250°N 24.91417°E
波魯欽（烏克蘭語：Поручин）是位於烏克蘭西南部的村莊，由泰爾諾皮爾州泰爾諾皮爾區的貝雷扎尼市鎮負責管轄。該村始建於十四世紀，面積2.67平方公里，海拔高度307米，2014年人口407，人口密度每平方公里187.2人。